# Mateja Kežman
Mateja Kežman (serbi: Матеја Кежман; nascut el 12 d'abril de 1979 a Belgrad) és un exfutbolista serbi, que ocupava la posició de davanter.

## Trajectòria

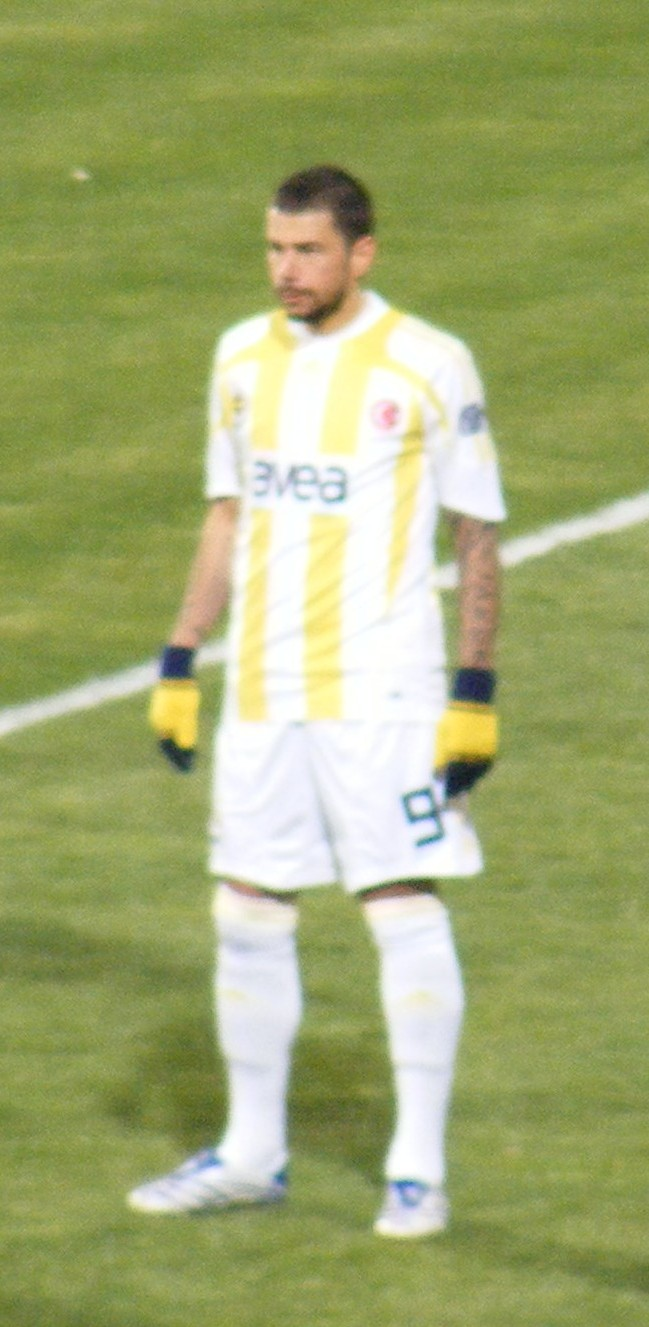
Mateja Kežman

Després de militar a diversos equips balcànics, Kežman hi destacaria a les files del FK Partizan, d'on passa a les files del PSV Eindhoven, el qual paga 8 milions d'euros l'any 2000. En el seu primer any al club neerlandès, va ser el màxim golejador de l'Eredivisie, amb 24 dianes en 33 partits.
Durant els tres anys següents, el davanter assoleix 81 gols més, tot sent el primer jugador de la competició neerlandesa en tindre una xifra superior de gols que de partits en temporades consecutives. En total, amb el PSV va sumar 105 gols materialitzats al llarg de 122 partits. L'estiu del 2004, el Chelsea FC l'incorpora per 5,3 milions de lliures. Encara que marca el gol decisiu de la Curling Cup davant el Liverpool, no va reeixir en la seua etapa anglesa.
Per a la campanya 05/06 recala a l'Atlètic de Madrid, i a l'any següent fitxa pel Fenerbahçe SK turc, que paga 9,75 milions de dòl·lars. Amb el conjunt d'Estambul s'imposa a la lliga turca l'any del centenari de l'entitat.
L'agost del 2008, marxa cedit al Paris Saint-Germain FC, que finalment fa bona l'opció de compra. Per a la temporada següent, el quadre francés el cedeix al Zenit Saint Petersburg. En finalitzar la competició russa, el serbi retorna a París, on roman fins a la fi del seu contracte, al febrer del 2010.

## Selecció
Kežman va debutar amb la selecció de Iugoslàvia al març del 2000. Eixe any, hi va acudir a l'Eurocopa, celebrada a Bèlgica i els Països Baixos. El 2006, hi acudeix al Mundial d'Alemanya, la darrera cita a la qual va acudir el davanter.

## Títols

### Partizan
- Lliga de Iugoslàvia: 1998–99

### PSV Eindhoven
- Eredivisie: 2000–01, 2002–03
- Copa Johan Cruijff: 2000, 2001, 2003

### Chelsea
- Premier League: 2004–05
- Football League Cup: 2005

### Fenerbahçe
- Süper Lig: 2006–07
- Supercopa turca: 2007

### Individual
- Màxim golejador de la Lliga de Iugoslàvia: 2000
- Futbolista de l'any de Iugoslàvia: 2000
- Màxim golejador de l'Eredivisie: 2001, 2003, 2004
- Màxim golejador de la Copa de la UEFA: 2004[5][6]